# ريد بوزر
ريد بوزر (بالإنجليزية: Red Bowser)‏ هو لاعب كرة قاعدة أمريكي، ولد في 20 سبتمبر 1881 في فريبورت في الولايات المتحدة، وتوفي في 22 مايو 1943 في مووندسفيل في الولايات المتحدة.

## وصلات خارجية
- ريد بوزر على موقعبيزبول رفرنس.كوم (الدوري الرئيسي) (الإنجليزية)
- ريد بوزر على موقعبيزبول رفرنس.كوم (الدوري الثانوي) (الإنجليزية)